# Sioux City
Sioux City je město ve Woodbury County a Plymouth County v americkém státě Iowa. Ve městě žije přibližně 86 tisíc obyvatel, jde čtvrté nejlidnatější město v Iowě. Sioux City a okolní oblasti jsou někdy souhrnně označovány jako Siouxland.
Město leží na severovýchodě země, asi 250 km od Des Moines, podél břehů řeky Missouri. Ve městě se 

## Historie
Oblast obývali Dakotové čili Siouxové, než sem v 18. století dorazili první španělští a francouzští kolonizátoři.
Město bylo založeno v roce 1854 a začleněno do země v roce 1857. od roku 1902 je sídlem římskokatolické diecéze
Během prohibice si město díky pověsti ilegálních dodavatelů alkoholických nápojů vysloužilo přezdívku „Malé Chicago“ .
19. července 1989 na letišti havarovalo letadlo Boeing společnosti United Airlines letu 232, když narazilo na ranvej.

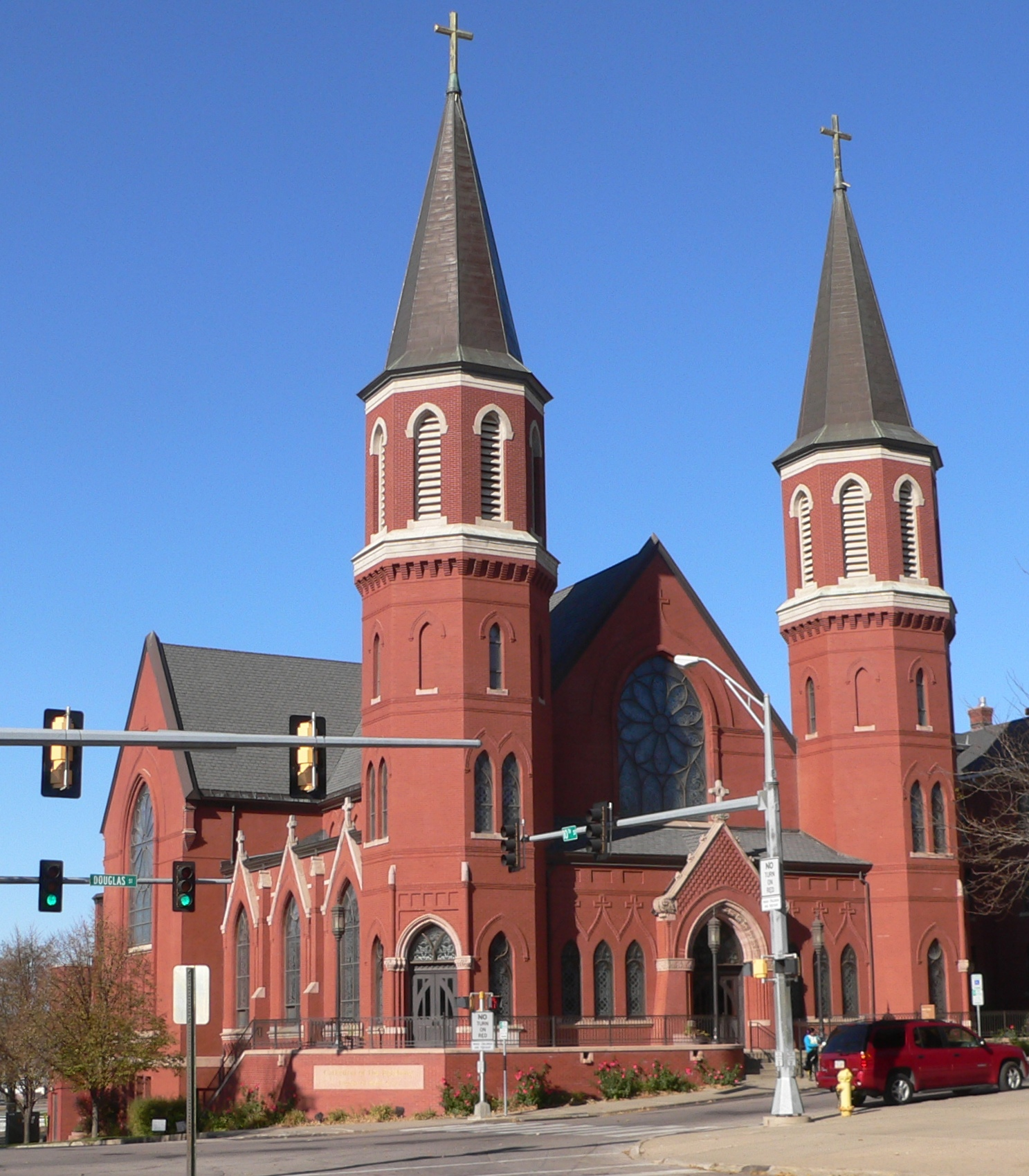
Katedrála Zjevení Páně

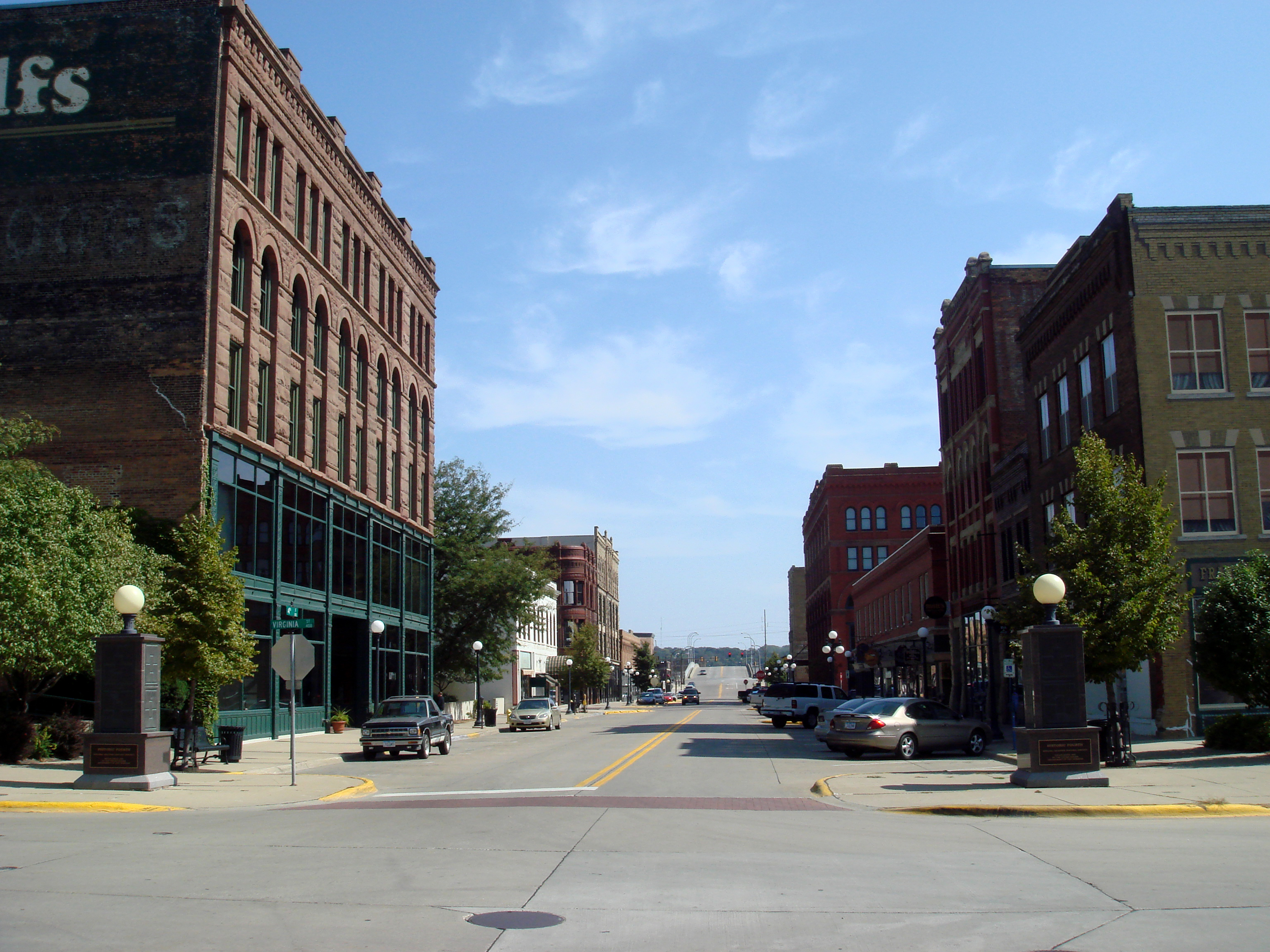
Fourth Street je centrem historického města

## Památky
- Katedrála Zjevení Páně, dvouvěžová trojlodní bazilika, postavená roku 1891 na místě staršího mariánského kostela irskými a německými přistěhovalci. Vitráže vytvořila dílna Franze Mayera z Mnichova. Je sídlem římskokatolické diecéze.
- Kostel sv. Bonifáce, novorománská stavba z let 1910–1911, zapsaná v seznamu národních kulturních památek státu Iowa
- Woodbury County Courthouse, Justiční palác, založený roku 1918, výšková budova k němu byl přistavěna roku 1973; rovněž národní kulturní památka
- Fourth Street s industriálními baráky po obou stranách je centrem historického města.

## Kultura a umění
- Sioux City Public Museum
- Sioux City Art Center
- Sergeant Floyd Monument je obelisk, vztyčený roku 1900 na památku původních obyvatel a první expedice Charlese Floyda (který zde rok 1804 zahynul a je pohřben v hrobce pod obeliskem), Lewise a jeho druhů; rovněž národní kulturní památka

## Školství
Město je sídlem tří univerzit. Z nich nejstarší Briar Cliff University byla založena roku 1930 na stejnojumenném kopci Briar Cliff a je soukromá.